# Roisin
Pour les articles homonymes, voir Roisin (homonymie).
Roisin est une section de la commune belge de Honnelles située en Région wallonne dans la province de Hainaut. C'était une commune à part entière avant la fusion des communes de 1977. Roisin a longtemps été renommé pour son tabac,. Roisin est devenu connu au début du XXe siècle car le poète Émile Verhaeren venait y passer chaque été de 1900 à 1916, en compagnie de sa femme Marthe, et y recevoir ses amis. Un buste, une rue, un musée et une école rappellent son passage dans le village.

## Les origines de Roisin
Le village de Roisin tire son nom du vignoble qu'il contenait[réf. nécessaire] et son emplacement se nomme encore « Champs du Vignoble ».

## Évolution démographique
- Sources : INS, Rem. : 1831 jusqu'en 1970 = recensements, 1976 = nombre d'habitants au 31 décembre.

## Patrimoine, sites et culture

### Patrimoine architectural et sites
- Le Caillou-qui-bique est situé le long de la Grande Honnelle. Ce poudingue (sédiment de roches dures), vieux de 370 millions d'années, a une hauteur de plus ou moins 25 mètres. Selon la vieille croyance populaire, ces roches auraient, pour la plupart, une origine diabolique. Sa forme rappelle un visage humain.

## Galerie

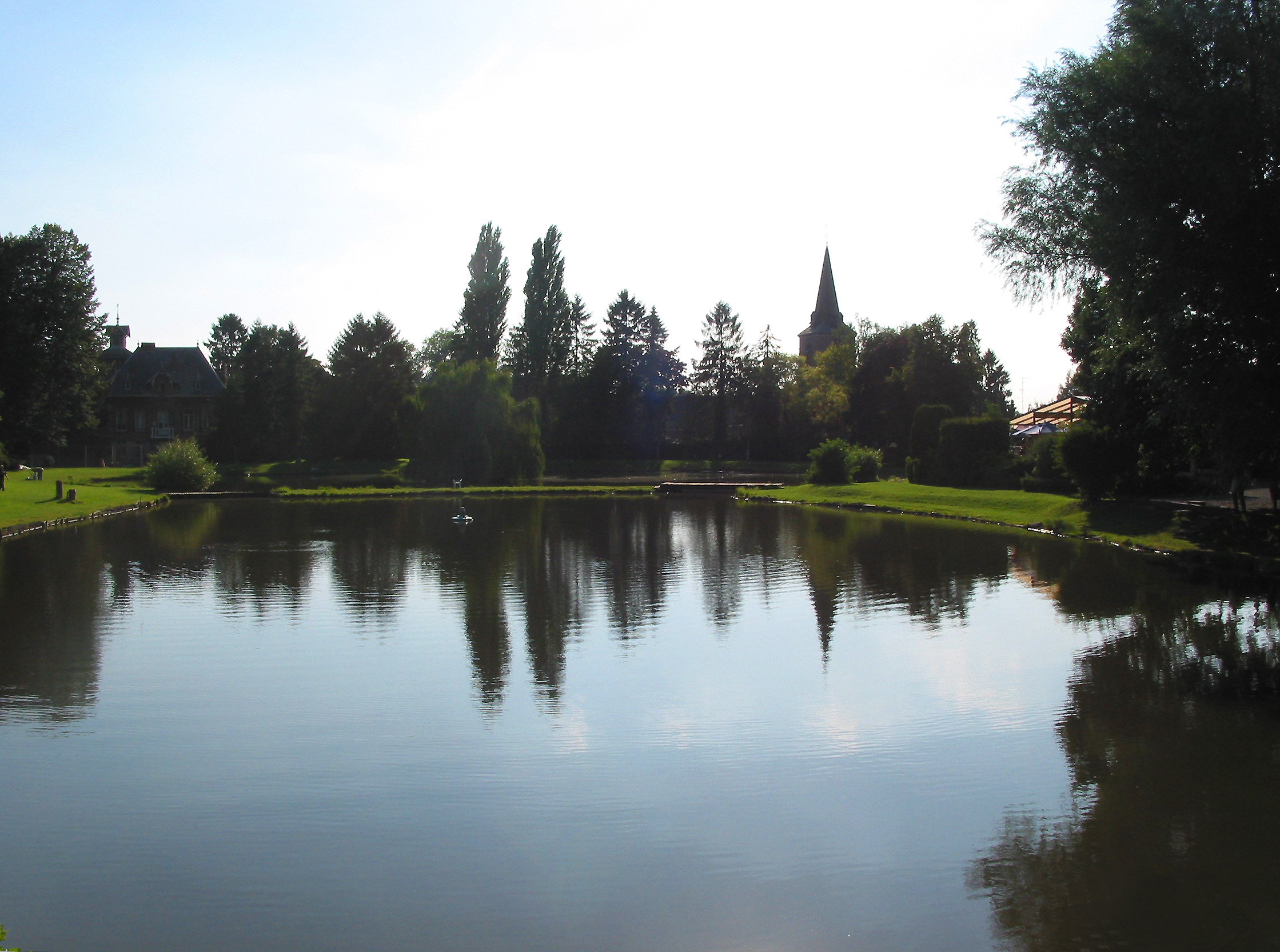
Le village vu depuis un des étangs du château.
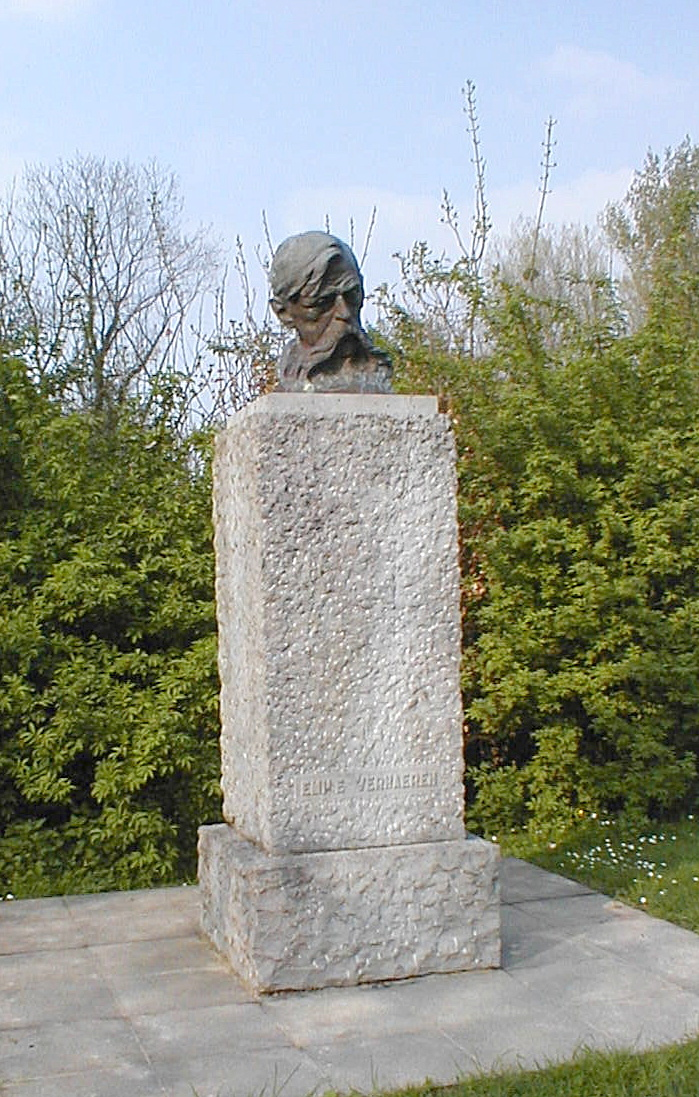
Émile Verhaeren près du Caillou-qui-Bique, lieu de détente où il a résidé.
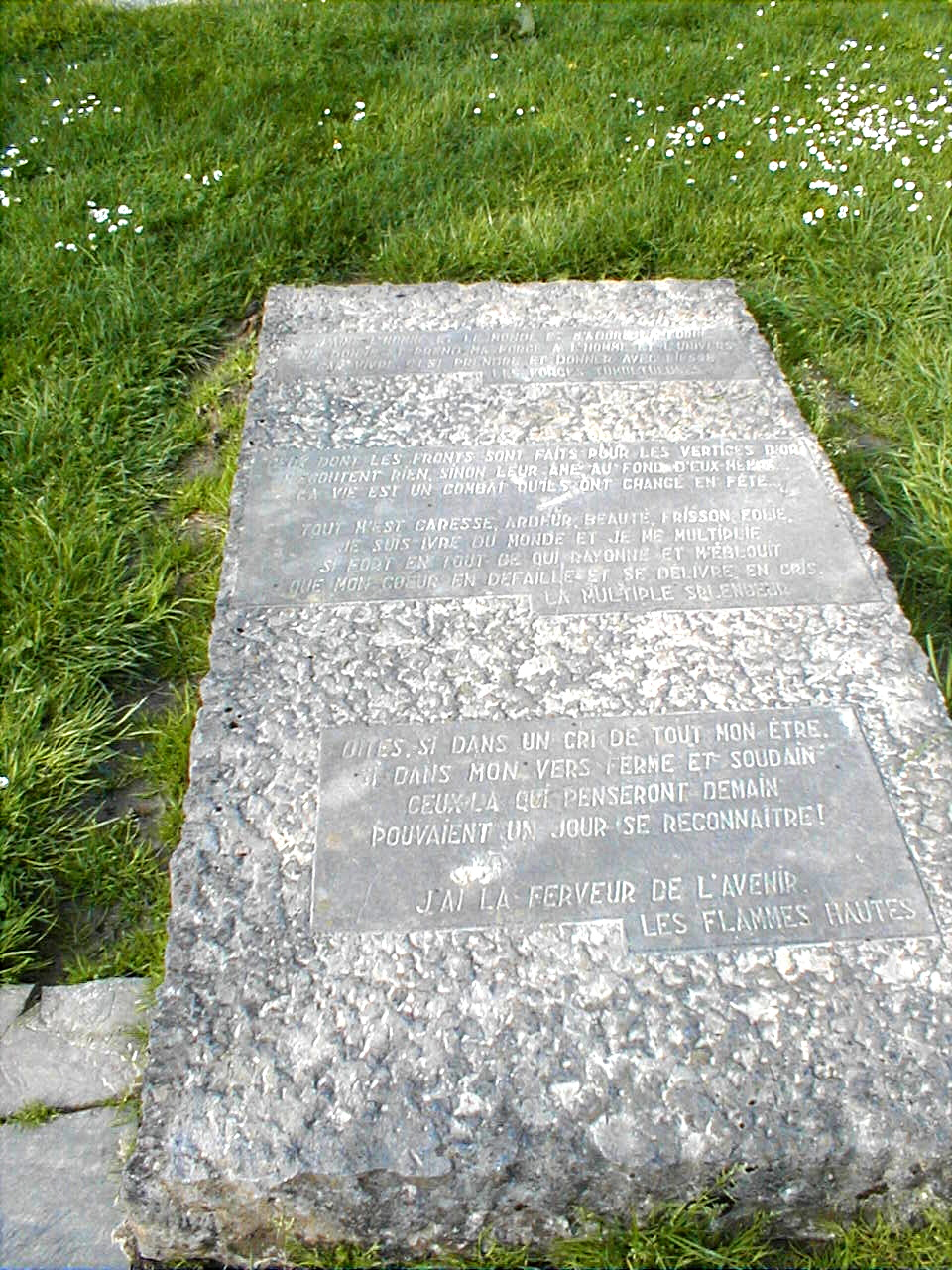
Poème de Verhaeren non loin du Caillou-qui-Bique, lieu de détente où il a résidé.
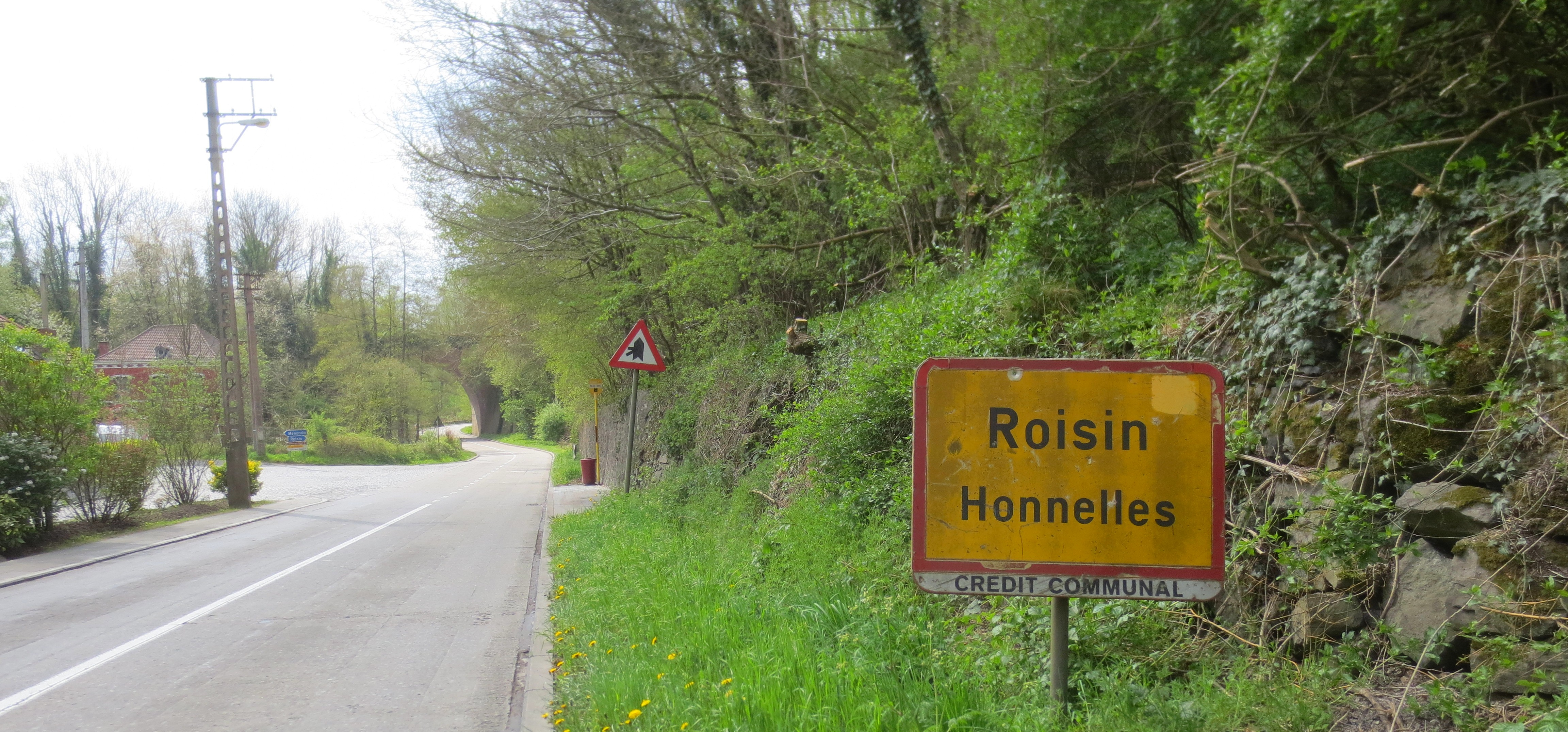
Entrée de Roisin, à la hauteur de Meaurain.
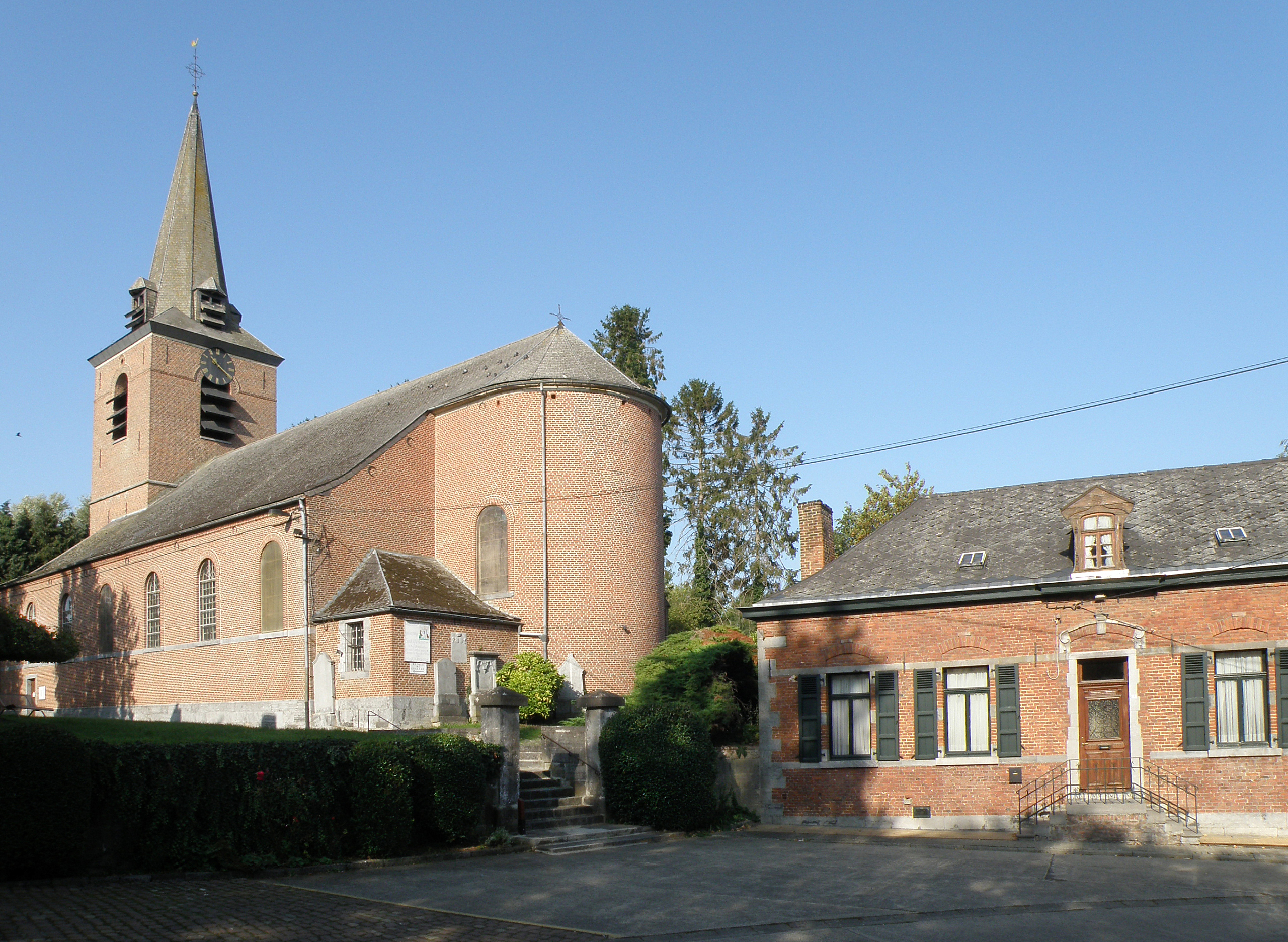
Église Saint-Brice et maison typique.
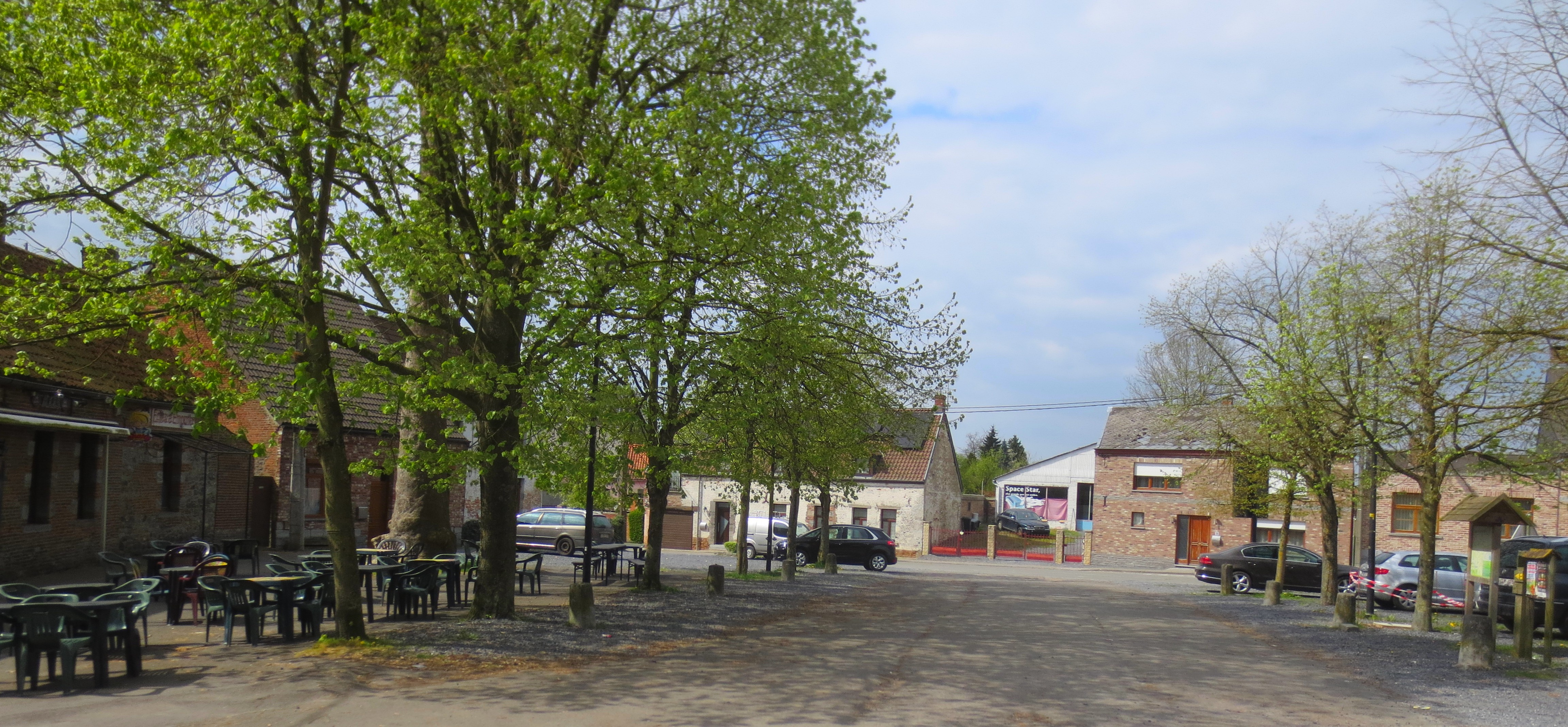
La place.
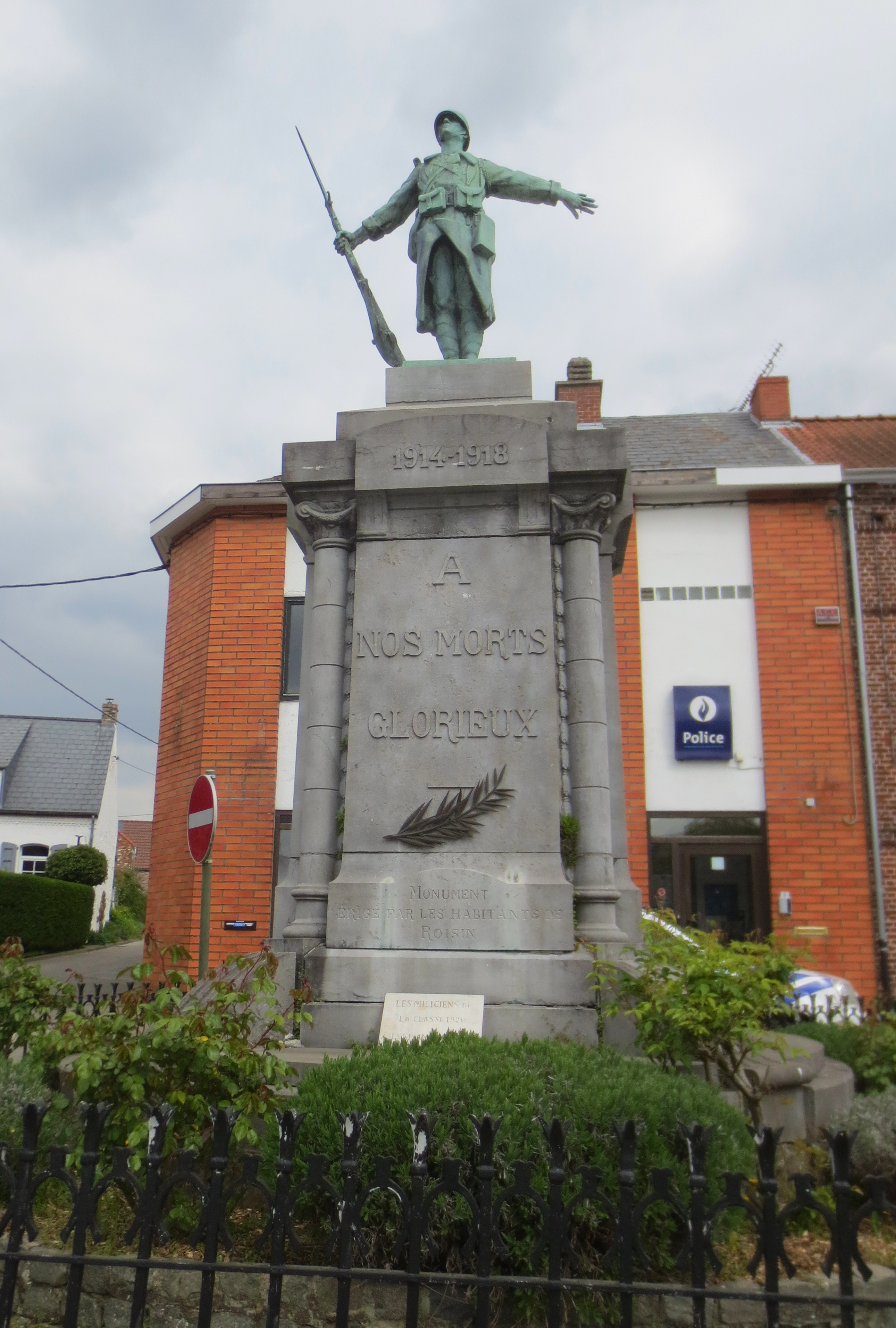
Le monument aux morts.
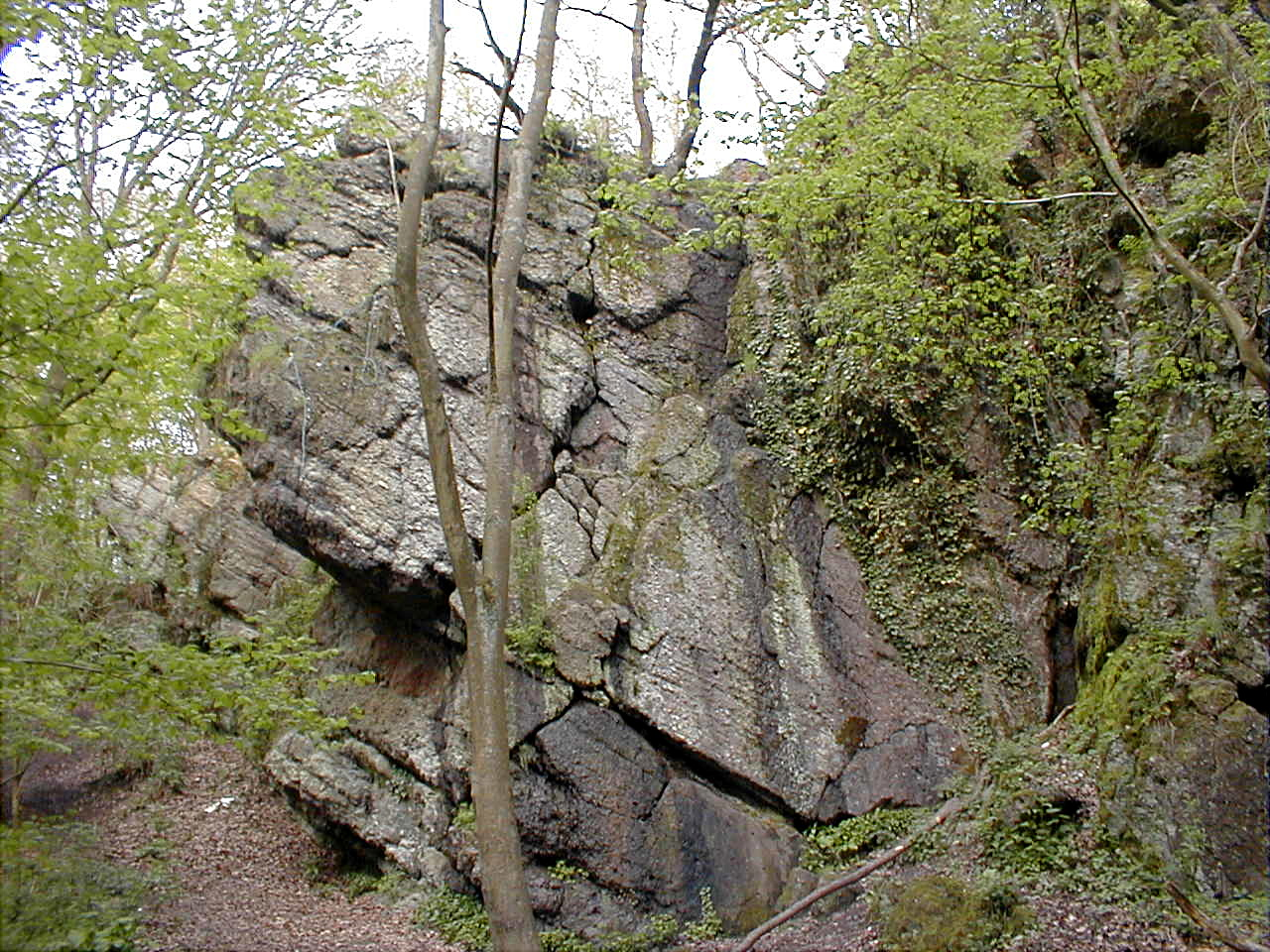
Le Caillou-qui-bique, rocher situé dans le bois d'Angre.
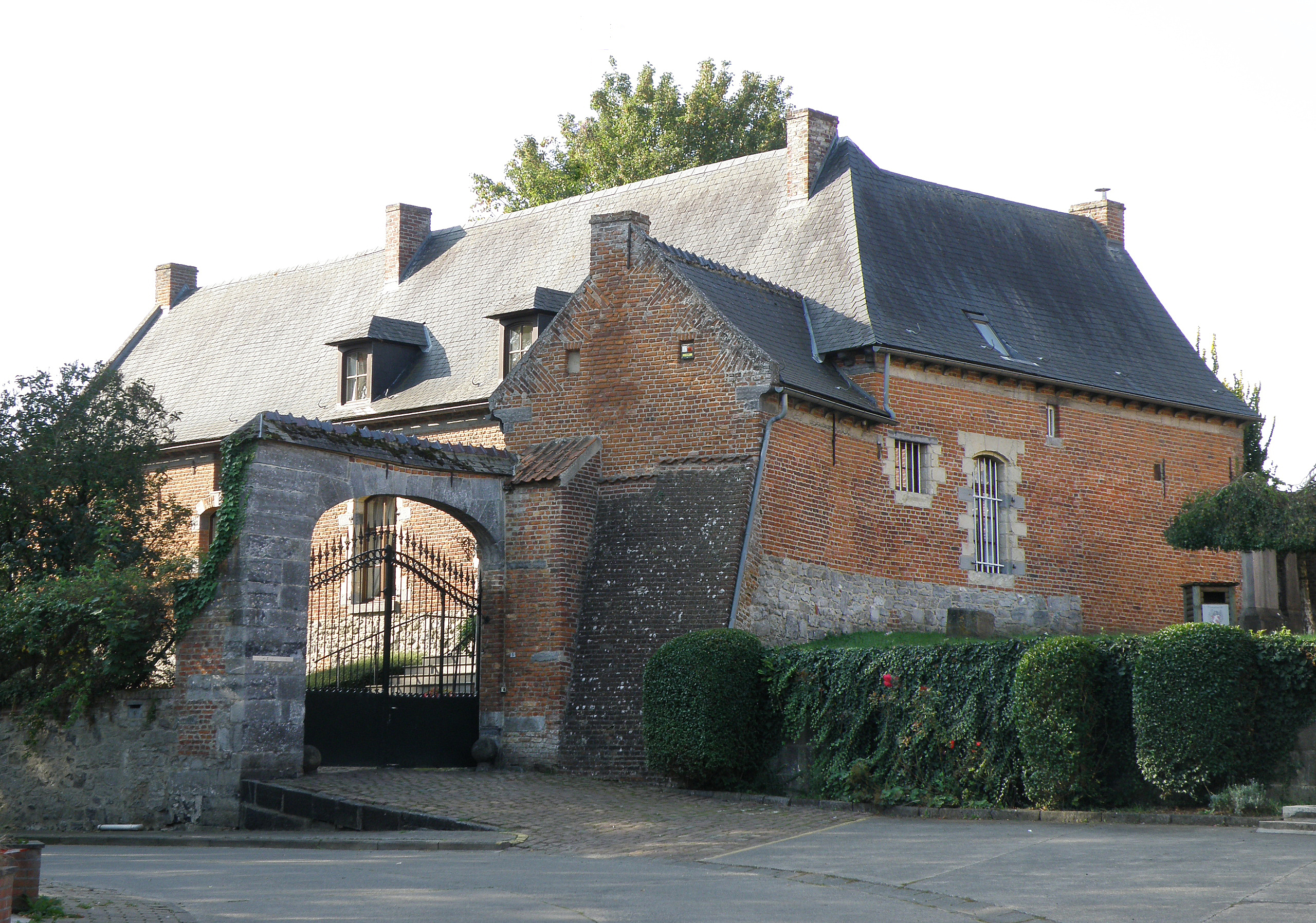
Hôtel de l'Ancienne Cure, ancienne ferme du XVIIIe siècle, initialement presbytère.

## Personnalités
- Jean-Philippe Couez, était le tenancier de l'auberge de la Houlette où la bande d'Antoine-Joseph Moneuse (1768-1798) perpétra un de ses pires méfaits[réf. nécessaire].
- Émile Verhaeren (1855-1916), poète belge flamand d'expression française, a séjourné à Roisin près du lieu-dit « Le Caillou qui bique ».